# Samuel Dühsler
Samuel Dühsler (* 24. August 1978 in Basel) ist ein Schweizer Jazz- und Improvisationsmusiker (Schlagzeug, Perkussion).

## Leben und Wirken
Dühsler gewann 1997 den Schweizerischen Nachwuchs-Drummer Wettbewerb in Altishofen. Er lebte sechs Jahre in den USA, wo er 2001 seinen Bachelor am Berklee College of Music in Boston bei Joe Hunt und Jamey Haddad cum laude absolvierte und mit dem Roy Haynes Award ausgezeichnet wurde.
In den folgenden Jahren trat Dühsler mit dem Quartett von Tiger Okoshi bei Jazzfestivals und in New York auf. Es folgten Auftritte mit Ingrid Jensen, Herbie Hancock und weiteren Grössen. Gemeinsam mit dem Künstler Keith Waters entstand Dream Haus, eine Band, die in den Kunstszenen von Boston und Providence aktiv war. Zurück in Europa studierte er von 2010 bis 2012 bei Alfred Zimmerlin und Fred Frith in Basel und machte einen Master in Improvisation.
Dühsler legte mit Fred Frith und Lotte Anker das Album Storytelling (Intuition 2017) vor. Weiterhin gehörte er zu den Gruppen von Ryan Carniaux, Marco von Orelli und Wolfgang Lackerschmid, mit denen ebenfalls Alben entstanden. Zudem arbeitete er mit Musikern wie Hal Crook, Leo Genovese, Buster Williams, Kevin Mahogany, Marvin Stamm, Dave Bargeron, Howard Johnson, Benny Golson, den New York Voices, Abraham Laboriel, Quincy Jones, Bob Brookmeyer, Manfred Schoof, Gerd Dudek, Stéphane Belmondo oder Ingeborg Poffet. Er war auch Mitwirkender an verschiedenen Theater- und Tanzproduktionen.
Ausserdem unterrichtete Dühsler an verschiedenen Musikschulen in Basel.